# Dolores Francine Rhiney
Dolores Francine Rhiney (New York, 1929) è una modella e attrice statunitense, talvolta indicata come Francine Delore Rhiney o semplicemente Dolores Francine; è una modella e attrice statunitense ed è stata la prima afro-americana a sfilare su di una passerella dell'alta moda..

## Biografia
Nasce nel quartiere newyorkese di Harlem e muove i primi passi nel mondo della moda firmando un contratto con la Brandford Model Agency che si occupa di modelle di colore.
Nel 1952 si trasferisce in Europa, passa per Parigi e si ferma a Roma dove lo stilista Vincenzo Ferdinandi (sfidando le convenzioni dell'epoca), la fa debuttare nel gennaio del 1953 sulla passerella della Sala Bianca di Palazzo Pitti a Firenze.

## Filmografia
- Tam tam Mayumbe, regia di Gian Gaspare Napolitano (1955)
- La rivolta degli schiavi, regia di Nunzio Malasomma (1960)
- Tarzak contro gli uomini leopardo, regia di Carlo Veo (1964)